# Амангельды (Узункольский район)
Амангельды (каз. Аманкелді) — упразднённое село в Узункольском районе Костанайской области Казахстана. Ликвидировано в 2009 г. Входило в состав Ряжского сельского округа.

## Население
В 1999 году население села составляло 57 человек (34 мужчины и 23 женщина).